# 29701 Peggyhaas
29701 Peggyhaas è un asteroide della fascia principale. Scoperto nel 1998, presenta un'orbita caratterizzata da un semiasse maggiore pari a 2,5340384 au e da un'eccentricità di 0,1995844, inclinata di 17,53187° rispetto all'eclittica.